# Тунел Свети Рок
Свети Рок је тунел у Лици, на ауто-путу A1 од Загреба до Сплита.

## Положај и карактеристике
Тунел је дугачак 5727 метара и пролази кроз планину Велебит између насеља Свети Рок (са северне стране) и Масленице (са јужне стране).
Западна цев тунела је отворена 2003. године, а источна 30. маја 2009.